# Bistensee (Ahlefeld-Bistensee)
Bistensee ist ein Ortsteil der Gemeinde Ahlefeld-Bistensee und liegt im Kreis Rendsburg-Eckernförde in Schleswig-Holstein. Baumgarten, Poggensiek, Dixrade und Bistensee-Mühle liegen im Ortsgebiet.
Bistensee war bis zum 29. Februar 2008 eine selbständige Gemeinde. Sie hat am 1. März 2008 mit der Nachbargemeinde Ahlefeld zur neuen Gemeinde Ahlefeld-Bistensee fusioniert.

## Geografie und Verkehr
Der Ortsteil liegt etwa 13 km südöstlich von Schleswig, 12 km südwestlich von Eckernförde und 15 km nördlich von Büdelsdorf an der Landesstraße 206 in den Hüttener Bergen. Südwestlich verläuft die Bundesautobahn 7 von Bordesholm nach Schleswig und nördlich die Bundesstraße 76 von Schleswig nach Kiel.

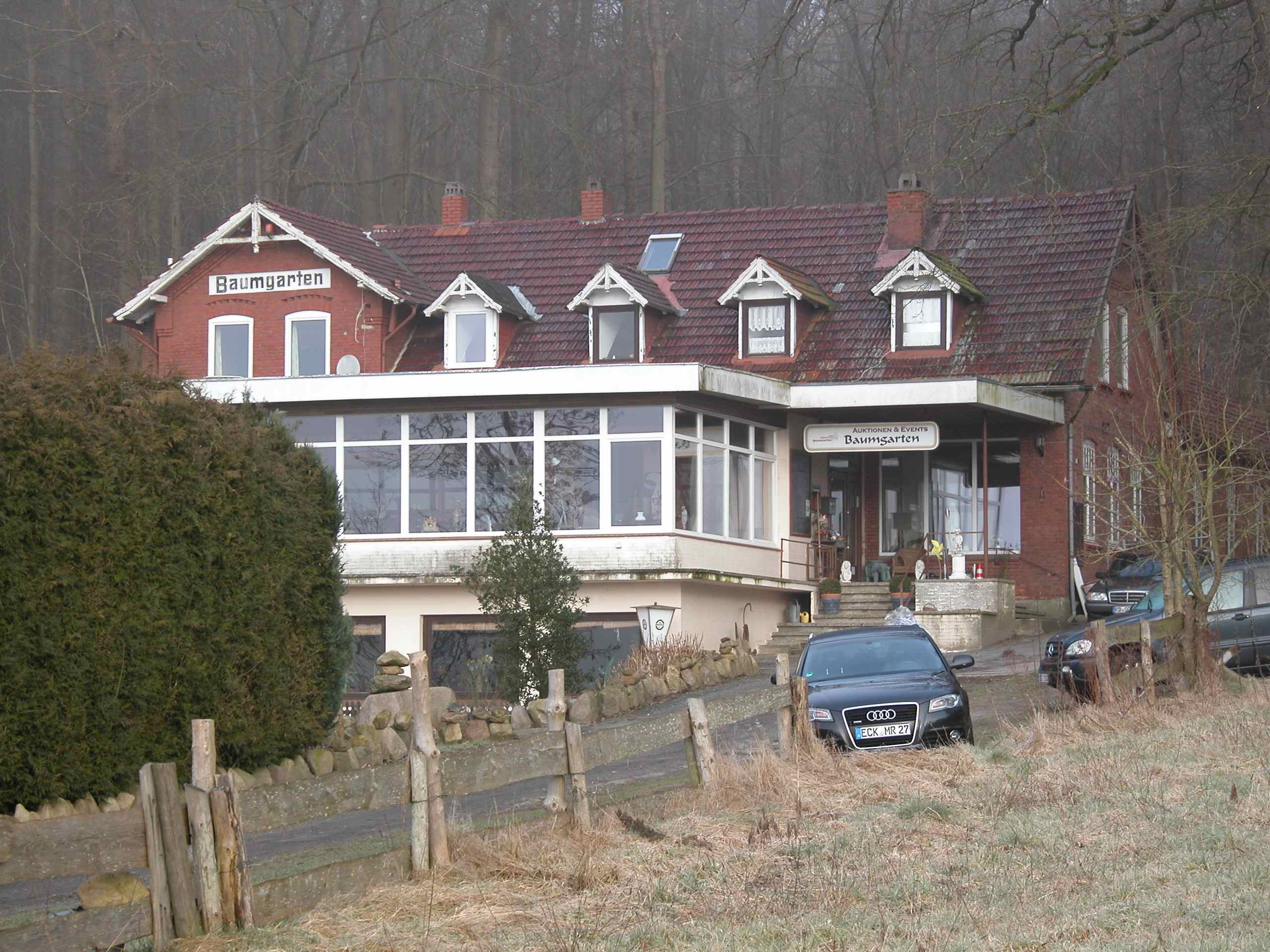
Ehemaliger Bahnhof Baumgarten

Von 1904 bis 1954 hatte der Ort einen Bahnhof an der Bahnstrecke Eckernförde–Owschlag der Eckernförder Kreisbahnen. Der Bahnhof Baumgarten mit seinem Gasthof machte den Ortsteil Baumgarten überregional bekannt: in den 1930er Jahren als Ausflugsziel und Naherholungsgebiet und in den 1980er Jahren bis 1992 für die dort untergebrachte Diskothek.

## Geschichte
Bistensee wurde 1142 erstmals erwähnt und taucht 1542 im Gottorper Amtsregister auf. Der Ortsname leitet sich vermutlich vom Wort Binsen ab.
Nach dem Zweiten Weltkrieg befand sich ein Drahtfunksender im Gemeindegebiet, über den ein Reporter, der vormals für den Sender Freies Berlin gearbeitet hatte, ein abwechslungsreiches Lokalprogramm ausstrahlte.

## Wirtschaft
Der Ort ist überwiegend landwirtschaftlich geprägt. Auch der Tourismus ist eine wichtige Einnahmequelle.
Im Ortsgebiet befindet sich eine Badestelle und ein Gästehaus für Veranstaltungen.

## Heimatmuseum
Das Heimatmuseum wurde geschlossen.

## Wappen
Blasonierung: „In Blau ein erhöhter, beiderseits im Schildrand verschwindender goldener Dreiberg, belegt mit vier grünen Binsen, deren mittlere überhöht sind. Im erhöhten blauen Schildfuß ein silberner Fisch (Zander).“
Das Wappen wurde von der Gemeinde Ahlefeld-Bistensee übernommen.

## Persönlichkeiten
- Hans Heinrich Jess (1847–1916), norwegischer Architekt und Baumeister des Historismus